# (7156) 1981 EC2
(7156) 1981 EC2 (1981 EC2, 1975 XX6, 1994 BQ4) — астероїд головного поясу, відкритий 4 березня 1981 року.
Тіссеранів параметр щодо Юпітера — 3.338.